# Miriam Odemba
Miriam Odemba (sinh năm 1983) (từ Arusha, Tanzania) là một người mẫu Tanzania. Cô là một trong những người mẫu tốt nhất của đất nước. Cô bắt đầu sự nghiệp người mẫu của mình từ khi còn nhỏ và nổi lên trong ánh đèn sân khấu vào năm 1997 khi cô giành danh hiệu Hoa hậu Temeke. Năm sau 15 tuổi, cô tham gia cuộc thi Hoa hậu Đông Phi 1998 và trong cuộc thi người mẫu M-Net Face of Africa 1998, cô trở thành á quân. Sau đó cô tham gia cuộc thi Elite Model Look 1999 và Hoa hậu Trái Đất 2008, cuộc thi mà cô nhận vương miện Hoa hậu Không khí (Á hậu 1).
Ở tuổi 13, cuộc sống của cô rất khó khăn và cha mẹ cô phải chuyển đến nhà chú của họ. Cô luôn tự hỏi cuộc sống là gì. Khi cô lớn lên, cô nhận thấy thông điệp tình yêu của Chúa Trời và bắt đầu đánh giá cao mọi thứ xung quanh cô, đặc biệt là bản chất, món quà vĩ đại nhất của Chúa Trời không chỉ cho cô mà cho tất cả chúng ta.
Con đường dẫn đến thành công cho Miriam bắt đầu trở lại vào năm 1997 khi cô lần đầu tiên tham gia cuộc thi sắc đẹp địa phương Hoa hậu Temeke ở tuổi 14. Cô tiếp tục tham gia thi đấu trên toàn quốc để giành vương miện Hoa hậu Tanzania nhưng kết thúc trong Top 10 và không thể giành lấy Vương miện. Tuy nhiên đây không phải là kết thúc mà là sự khởi đầu cho những người đã thử vận may tại một số cuộc thi sắc đẹp bao gồm Hoa hậu Đông Phi năm 1998. Tuy nhiên Miriam Odemba nghỉ ngơi vào cuối năm 1998 khi cô tham gia vào một cuộc tìm kiếm người mẫu khu vực châu Phi - Mnet Face của châu Phi năm 1998 và trở thành một trong các á hậu. Năm 1999 ở tuổi 16, cô được chọn là Người mẫu Ưa nhìn Tanzania và thi đấu tại cuộc thi Người mẩu Ưa nhìn 1999 ở Nice, Pháp và nằm trong Top 17. Qua cuộc thi này, cô cũng có một hợp đồng độc quyền với Tổ chức Tư vấn Người mẫu tại thành phố New York. Tuy nhiên, do vấn đề cá nhân và sự mất mát đột ngột của người quản lý Amina Mongi, hợp đồng của cô với Elite đã kết thúc mà không thực hiện.